# Mszczonów (gmina)
Pour les articles homonymes, voir Mszczonów.
La gmina de Mszczonów est un district administratif situé en milieu mixte (urbain-rural) du powiat de Żyrardów dans la voïvodie de Mazovie, dans le centre-est de la Pologne.
Son siège administratif (chef-lieu) est la ville de Mszczonów, qui se situe à environ 11 kilomètres au sud-est de Żyrardów (siège de la Powiat) et à 43 kilomètres au sud-ouest de Varsovie (capitale de la Pologne).
La gmina couvre une superficie de 144,87 kilomètres carrés pour une population de 11 176 habitants en 2006, avec 6 231 habitants dans la ville de Mszczonów et une population rurale de 4 945 habitants.

## Histoire
De 1975 à 1998, la gmina appartenait administrativement à la voïvodie de Skierniewice.

## Géographie

### Villages
Outre la ville de Mszczonów, la gmina de Mszczonów comprend les villages et localités de :

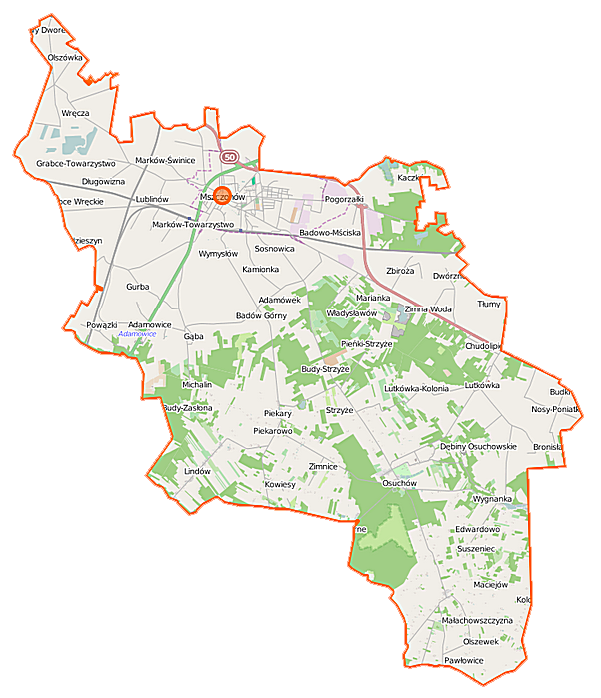
Plan de la gmina

- Adamówek
- Adamowice
- Badów Górny
- Badowo-Dańki
- Badowo-Mściska
- Bobrowce
- Bronisławów
- Bronisławka
- Budy-Strzyże
- Budy-Zasłona
- Chudolipie
- Ciemno-Gnojna
- Czekaj
- Dębiny Osuchowskie
- Długowizna
- Dwórzno
- Edwardowo
- Gąba
- Grabce Józefpolskie
- Grabce Wręckie
- Grabce-Towarzystwo
- Huta Piekarska
- Janówek
- Kaczków
- Kamionka
- Kowiesowo
- Kowiesy
- Lindów
- Lublinów
- Lutkówka
- Lutkówka Druga
- Lutkówka-Kolonia
- Małachowszczyzna
- Marianka
- Marków-Świnice
- Marków-Towarzystwo
- Michalin
- Nosy-Poniatki
- Nowe Poręby
- Nowy Dworek
- Olszewek
- Olszówka
- Osuchów
- Osuchów-Kolonia
- Pawłowice
- Piekarowo
- Piekary
- Pieńki Osuchowskie
- Pieńki-Strzyże
- Podlindowo
- Pogorzałki
- Powązki
- Sosnowica
- Strzyże
- Suszeniec
- Świnice
- Tłumy
- Władysławów
- Wólka Wręcka
- Wręcza
- Wygnanka
- Wymysłów
- Zbiroża
- Zimna Woda
- Zimnice

### Gminy voisines
La gmina de Mszczonów est bordée des gminy de :
- Biała Rawska
- Błędów
- Kowiesy
- Pniewy
- Puszcza Mariańska
- Radziejowice
- Żabia Wola.

## Structure du terrain
D'après les données de 2002, la superficie de la commune de Mszczonów est de 144,87 km2, répartis comme telle :
- terres agricoles : 77 %
- forêts : 16 %

La commune représente 27,2 % de la superficie du powiat.

## Démographie
Données du 30 juin 2004 :
| Description        | Total  | Total | Femmes | Femmes | Hommes | Hommes |
| ------------------ | ------ | ----- | ------ | ------ | ------ | ------ |
| Unité              | Nombre | %     | Nombre | %      | Nombre | %      |
| Population         | 10 895 | 100   | 5 658  | 51,9   | 5 237  | 48,1   |
| Densité (hab./km²) | 75,2   | 75,2  | 39,1   | 39,1   | 36,1   | 36,1   |